# Ricky Dávila
Ricky Dávila (Bilbao, 1964), Ricardo Dávila Wood, es un fotógrafo y escritor español. Ha realizado numerosas exposiciones tanto en el territorio nacional como en el extranjero y recibido varios galardones como el Ortega y Gasset 94, el Fotopress 95, el II World Press Photo o el Best American Picture. 
Después de dirigir durante diez años el Centro de Fotografía Contemporánea de Bilbao (CFC Bilbao), en la actualidad, es director de Artefacto, empresa dedicada a la producción de libros de arte. 

## Biografía
Ricky Dávila nace en Bilbao en 1964. Después de estudiar Biología en la Universidad del País Vasco se trasladó a Nueva York en 1989 para estudiar en el International Center of Photography. Educado en la tradición del streetshooting americano, exhibe su primer trabajo There´s not enough ketchup on my hamburger ese año en el espacio alternativo del ICP. 
En 1991, se instala en Madrid y comienza a trabajar como fotógrafo del diario El Sol. Después es miembro de la agencia COVER, colaborador de la agencia Contact Press Images, editor gráfico de la revista EGM (El Gran Musical) y colaborador de El País Semanal. Uno de los fotógrafos más solicitados en el panorama de la música de los noventa, Dávila colabora en más de cuarenta discos con artistas como Andrés Calamaro, Siniestro Total, La Oreja de Van Gogh, Los Ronaldos, Albert Plá, Duncan Dhu, Café Quijano, Miguel Bosé, Tequila, Enrique Bunbury o el grupo Ketama, entre muchos otros. Durante esa misma época, Dávila desarrolla su trabajo personal enmarcado en el fotorreportaje, publicando su trabajos en medios nacionales e internacionales. Es elegido en el primer Photomasterclass de Róterdam 94 como uno de los diez fotorreporteros más notables menores de 30 años y recibe galardones como el II World Press Photo 92,  Ortega y Gasset 93 y el Fotopress 94.  
Con el cambio de siglo, Dávila reorienta su trabajo a la edición de fotolibros de autor y exposiciones. Coedita, en esa época, la revista de cultura y tendencias Submersia. De vuelta en el País Vasco, organiza los talleres formativos Los Encuentros de Unza.
En 2012, funda y dirige el Centro de Fotografía Contemporánea de Bilbao hasta el año 2022. En la actualidad, Dávila es CEO artístico de Artefacto, empresa dedicada a la producción de libros de arte. 
En 2020, la editorial Galaxia Gutenberg publica su ensayo "Tractatus Logico-photographicus".

## Obra
La primera etapa de Dávila se enmarca dentro del fotoperiodismo y el ensayo gráfico editorial. Conforman este periodo: Herederos de Chernóbil, Cuba, 1992; Orfanato de Taskent, Uzbekistán, 1999; Pescadores en Gran Sol, Irlanda, 1994; Altos Hornos de Vizcaya, España, 1994; Belfast, Irlanda del Norte, 1995; Festival de Woodstock, Estados Unidos, 1994; Benidorm, España, 1995; Cárcel de Cochabamba, Bolivia, 1995; Inmigrantes de El Ejido, España, 2000; Psiquiátrico de Leros, Grecia, 1998; Selva de Contamara, Perú, 1996, etc.

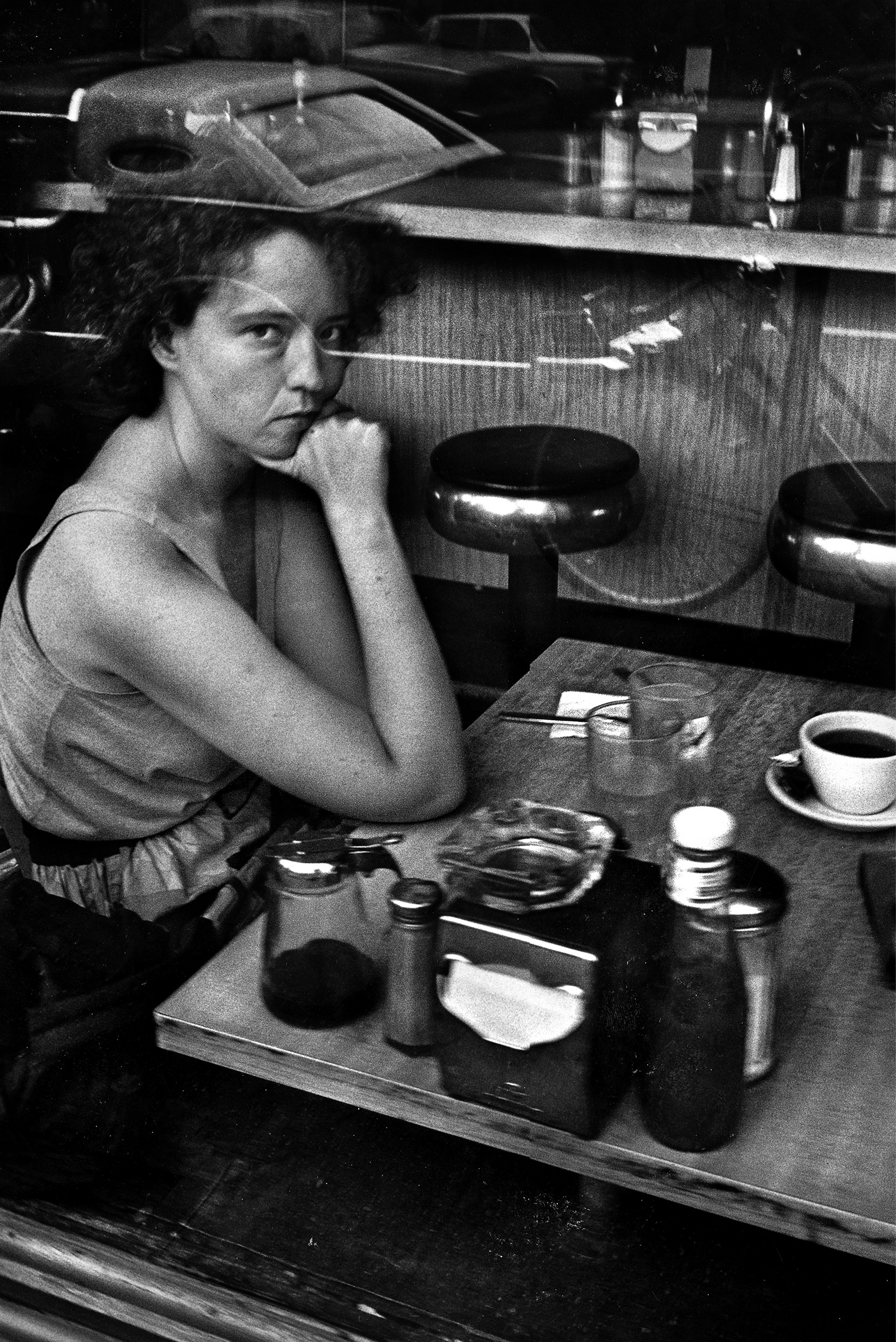
Ricky Dávila, Nueva York, 1990

Con el cambio  de siglo el trabajo de Dávila comienza a exhibirse en museos, formando parte de exposiciones colectivas como “España ayer y hoy”, MNCARS, 2000 y “Ofelias y Ulises”, Bienal de Venecia, 2001, entre otras.
Con la publicación de 'Manila' (Premio Photoespaña 2005 al mejor libro del año), Dávila comienza a trabajar en proyectos de largo plazo articulados siempre en forma de libro y exposición. Se suceden en estos años 'Ibérica' (2005), 'Nubes de un cielo que no cambia' (2007) y  'No vodka on the moon' (2007). 
Dávila transita del fotoperiodismo al documentalismo subjetivo, y de éste a la poesía más personal con la edición de 'Todas las cosas del mundo' (2013), proyecto en el que concurren su poesía escrita junto con un imaginario fotográfico de carácter intimista, alejado ya del reportaje de los primeros años.
Coincidiendo con los años de dirección del Centro de Fotografía Contemporánea, Dávila desarrolla su macro proyecto 'los Cuadernos de Remo Vilado', publicando y exhibiendo periódicamente los cuadernos de artista atribuidos a su alter ego ('Homenaje a Oteiza', Museo Guggenheim de Bilbao, 2017).

## Exposiciones
- “No vodka on the moon”, Centro cultural Ernest Lluch, Donostia, 2023.
- “Todas las cosas del mundo”, Espacio CB Arte, Badajoz, 2022.
- “Todas las cosas del mundo”, Centro Generación del 27, Málaga, 2023.
- “Todas las cosas del mundo”, Museo Barjola, Gijón, 2018.
- "Homenaje a Oteiza por Remo Vilado", Museo Guggenheim, Bilbao 2017.
- "Todas las cosas del mundo", Torreón de Lozoya, Segovia 2017.
- "Ibérica", Bizkai Aretoa, Bilbao, 2016.
- "Nubes de un cielo que no cambia", Palacio Provincial de Cádiz, 2016.
- "Ibérica", Star Gallery, Londres, 2014.
- "Todas las cosas del mundo", MAC Fenosa, Barcelona, 2014.
- "El cuento de un idiota", galería La Fábrica, Photoespaña 2014, Madrid.
- "Ibérica, ImageSinguliéres", Séte, Francia (2011). http://www.youtube.com/watch?v=t8eBeoIV8Xs
- "Manila", Centro Cultural La Asunción, Albacete, (2011).
- "Los objetos perdidos", Museo Obra Gráfica San Clemente, (2011).
- "Nubes de un cielo que no cambia", CAF, Almería, (2011).
- "Ibérica", Espai D'Art Contemporani, Tarragona (2011).
- "Ibérica", Museo Iglesia San Benito, Valladolid (2010).
- "Ibérica", Círculo de Bellas Artes de Madrid (2010).
- "Nubes de un cielo que no cambia", Casa de América, Madrid (2009).
- "Ibérica", Centro de Arte Lía Bermúdez, Maracaibo. Venezuela, 2009.
- "Lux Dubia", Box gallerie, Bruselas, 2009.
- "No Vodka on the Moon", Fundación Antonio Pérez, Cuenca. 2009
- "Community of tastes", Iberia Center for Contemporary Art, Beijing, China (2008). Exposición colectiva.
- "Ibérica", Museo de Santa Clara, Bogotá, Colombia (2008).
- "Ibérica", Centro de la Imagen, Lima , Perú (2008).
- "Ibérica", Iglesia de la Merced, Cuenca, Photoespaña (2007).
- "Manila", Centro Montehermoso, Vitoria (2007).
- "Ocultos", Fundación Canal, Madrid (2007). Exp. Colectiva.
- "Ricky Dávila", Galería Moriarty, Madrid (2006).
- "Manila", Rencontres de Arles, Francia, (2006).
- "Manila", Casa Asia, Barcelona (2006).
- "Manila", MACUF, La Coruña (2006).
- "Manila", Canal de Isabel II, Madrid (2005).
- “Diez Miradas”, Metropolitan Museum of photography, Japón (2004).
- “Spanish Eye”, Metropolitan Museum, Manila (2001). Exp. Colectiva.
- “Ofelias y Ulises”, Bienal de Venecia, Venecia (2001). Exp. Colectiva.
- "España ayer y hoy", Museo Nacional Centro Arte Reina Sofía, Madrid (2000) Exp. Colectiva.
- "Ricky Dávila Fotoreportaje 1990-2000", Caixa Galicia, Coruña (2000).

## Libros publicados
- "Tractatus Logico-photographicus". Ed. Galaxia  Gutenberg (2020)
- "Cuadernos de Remo Vilado" #1, #2, #3 y #4, Editorial Gran Sol (2019)
- "Todas las cosas del mundo", Editorial Gran Sol, (2015)
- "Ricky Dávila", Lunwerg editores (2010)
- "Nubes de un cielo que no cambia", ed. Gran Sol-Casa de América (2009)
- "Ibérica", ed. Gran Sol - Seacex (2008)
- "Alakrana", ed. Aurman-Gran Sol (2006)
- "Manila", editorial Gran Sol (2005)
- "Ricky Dávila",[4] Colección Fotobolsillo, ed. La Fábrica (1998-2005)
- "Retratos", editorial Gran Sol (2000).